# Piana degli Albanesi
Piana degli Albanesi (alb. Hora e Arbëreshëvet) – miejscowość i gmina we Włoszech, w regionie Sycylia, w prowincji Palermo.
Według danych na rok 2004 gminę zamieszkiwało 6214 osób, 97,1 os./km².

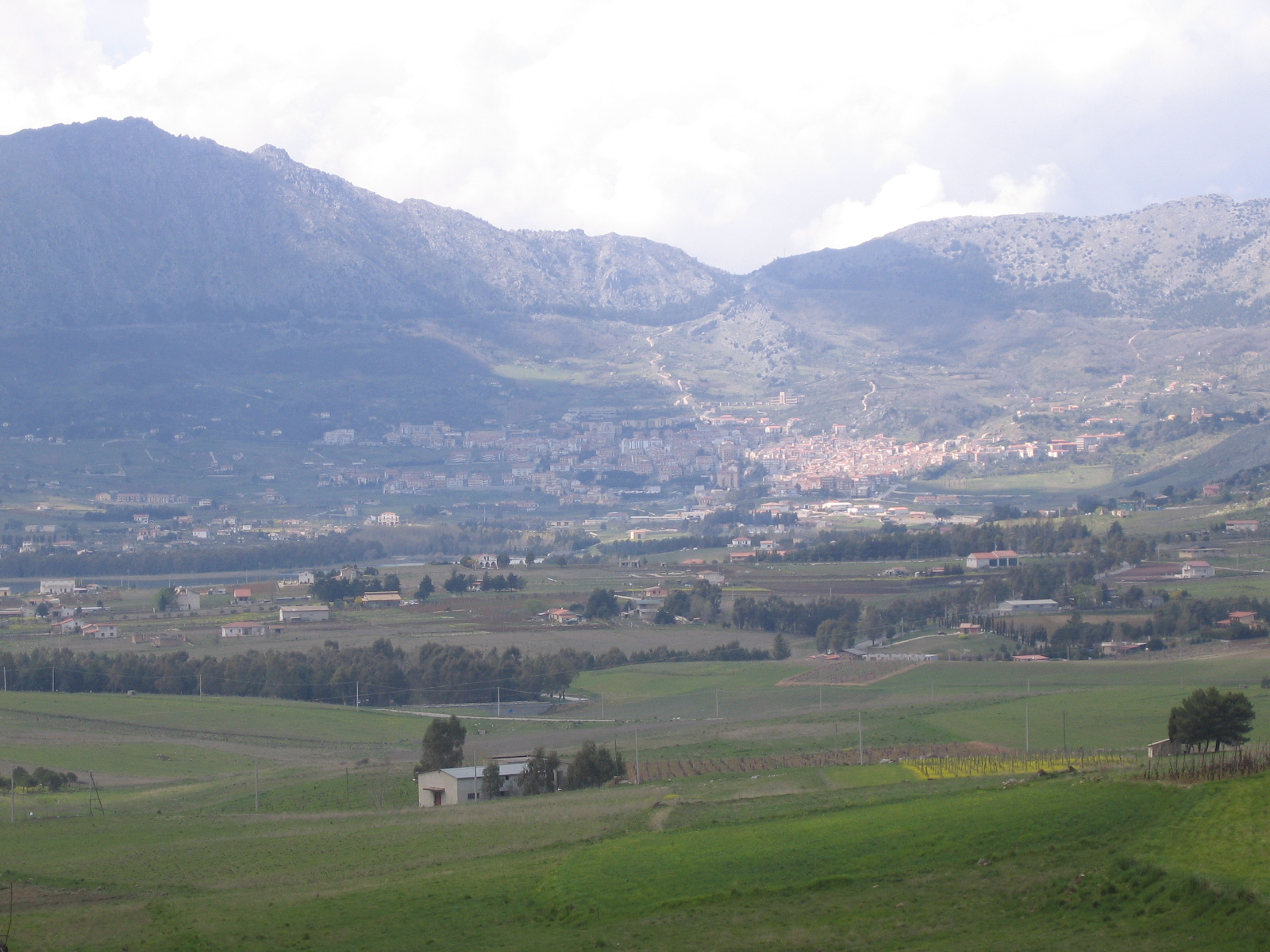
Piana degli Albanesi